# Echinopora pacificus
Echinopora pacificus är en korallart som beskrevs av Veron 1990. Echinopora pacificus ingår i släktet Echinopora och familjen Faviidae. IUCN kategoriserar arten globalt som nära hotad. Inga underarter finns listade i Catalogue of Life.